# Stereo Love
«Stereo Love» ― песня румынского диджея Эдварда Майи при участии молдавско-румынской певицы Вики Жигулиной, выпущенная в качестве их дебютного сингла в конце 2009 года с альбома Майи The Stereo Love Show. Припев взят из песни «Баятылар», сочиненной азербайджанским музыкантом Эльдаром Мансуровым. Песня стала мировым хитом в ночных клубах и поднялась на вершину бразильских, французских, голландских, турецких, финских, норвежских, испанских, шведских, швейцарских романдских и ирландских чартов, а также стала платиновой в Великобритании, Германии, Америке и Канаде, став второй самой продаваемой песней в Румынии после «Dragostea din tei».
Песня и музыкальное видео были включены в сборник NRJ Music Awards 2010. В 2011 году песня получила награду Billboard Music Awards в категории Лучшая танцевальная песня.

## Авторские права
Осенью 2009 года, во время своего пребывания в Греции, азербайджанский композитор Эльдар Мансуров обратился в румынское бюро по авторским правам, заявив, что припев «Stereo Love» был копией мелодии из его популярной композиции 1989 года «Баятылар». В видеоклипе композитор «Stereo Love» был указан как анонимный. Эдвард Майя позже подтвердил, что работа Мансурова действительно использовалась при создании «Stereo Love». Майя признался, что был очарован аккордеонной версией «Баятылар», которую он нашёл в интернете в начале 2009 года и утверждал, что пытался связаться с автором, но не смог из-за плотного графика последнего. 19 января 2010 года Эдвард Майя прибыл в Баку, где подписал соглашение с Эльдаром Мансуровым, подтверждающее их соавторство в «Stereo Love».

## Трек-лист
- Digital single (France)[4]

1. "Stereo Love" – 4:07
2. "Stereo Love" (Extended Version) – 5:21
3. "Stereo Love" (Radio Edit) – 3:04
4. "Stereo Love" (Acoustic Version) – 4:37
5. "Stereo Love" (Molella Remix Radio Edit) – 2:52
6. "Stereo Love" (Molella Remix) – 5:02
7. "Stereo Love" (DaBo Remix) – 5:03
8. "Stereo Love" (DaBo Remix Edit) – 3:02

- Digital single: The Italian Remixes (Italy)[5]

1. "Stereo Love" (Molella Remix Radio Edit) – 2:52
2. "Stereo Love" (DaBo Remix Edit) – 3:02
3. "Stereo Love" (Molella Remix) – 5:02
4. "Stereo Love" (DaBo Remix) – 5:03
5. "Stereo Love" (Acoustic Version) – 4:37
6. "Stereo Love" – 4:07
7. "Stereo Love" (Extended Version) – 5:21

- CD single (France)[6]

1. "Stereo Love" (Radio Edit) – 3:04
2. "Stereo Love" (Molella Remix Radio Edit) – 2:52
3. "Stereo Love" (DaBo Remix Edit) – 3:02
4. "Stereo Love" (Music Video) – 4:07

- Other (Puerto Rico and Dominican Republic)[7]

1. "Stereo Love" (Don Omar Remix) – 4:10
2. "Stereo Love" (Lápiz Conciente Dominican Remix) – 4:16

- Other version

1. "Stereo Love" (Digital Dog Club Mix) – 6:44
2. "Stereo Love" (Digital Dog Radio Edit) – 3:39
3. "Stereo Love" (Denvil Remix) – 3:50
4. "Stereo Love" (Victor Niglio Remix) – 5:24[8]

- Alfredo Nini version[9]

1. "Stereo Love" (Radio Mix) – 4:11
2. "Stereo Love" (Extended Mix) – 5:09
3. "Stereo Love" (Tanzen Mix) – 5:08

- Timmy Trumpet & Wildstylez version

1. "Stereo Love" (Timmy Trumpet Remix) - 3:16
2. "Stereo Love" (Timmy Trumpet Extended Mix) - 4:10
3. "Stereo Love" (Wildstylez Remix) - 3:58
4. "Stereo Love" (Wildstylez Extended Mix) - 4:56

- Official Remixes

1. "Stereo Love" (Mert Can Remix) - 2:36
2. "Stereo Love" (Twelve Remix) - 3:29
3. "Stereo Love" (Alycon X Remix) - 3:37
4. "Stereo Love" (Stephano Rossi Remix) - 2:43

## Чарты и сертификации
| Чарт(2009–11)                                                      | Высшая позиция |
| ------------------------------------------------------------------ | -------------- |
| Австрия (Ö3 Austria Top 40)                                        | 2              |
| Бельгия/Фландрия (Ultratop 50)                                     | 7              |
| Бельгия/Валлония (Ultratop 50)                                     | 2              |
| Канада (Billboard Canadian Hot 100)                                | 19             |
| Чехия (Rádio — Top 100)                                            | 1              |
| Дания (Tracklisten)                                                | 2              |
| Европа (Billboard European Hot 100 Singles)                        | 3              |
| Венгрия (Rádiós Top 40)                                            | 8              |
| Финляндия (Suomen virallinen lista)                                | 1              |
| Франция (SNEP)                                                     | 1              |
| Франция (SNEP Téléchargements)                                     | 1              |
| Германия (GfK)                                                     | 4              |
| Ирландия (IRMA)                                                    | 1              |
| Израиль (Media Forest)                                             | 5              |
| Италия (FIMI)                                                      | 4              |
| Нидерланды (Dutch Top 40)                                          | 1              |
| Нидерланды (Single Top 100)                                        | 5              |
| Норвегия (VG-lista)                                                | 1              |
| Польша (Dance Top 50)                                              | 2              |
| Румыния (Romania TV Airplay)                                       | 1              |
| Словакия (Rádio — Top 100)                                         | 1              |
| Испания (PROMUSICAE)                                               | 1              |
| Швеция (Sverigetopplistan)                                         | 1              |
| Швейцария (Schweizer Hitparade)                                    | 2              |
| Швейцария (Media Control Romandy)                                  | 1              |
| Великобритания (OCC UK Singles)                                    | 4              |
| Великобритания (OCC UK Dance)                                      | 1              |
| США (Billboard Hot 100)                                            | 16             |
| США (Billboard Pop Airplay)                                        | 11             |
| США (Billboard Hot Latin Songs) · Spanish version featuring Alicia | 22             |
| США (Billboard Latin Pop Airplay)                                  | 29             |
| Чарт (2016)                                                        | Высшая позиция |
| Польша (Polish Airplay Top 100)                                    | 73             |

| Чарт (2010)                     | Позиция |
| ------------------------------- | ------- |
| Brazil (Brasil Hot 100 Airplay) | 8       |
| Brazil (Brasil Hot Pop Songs)   | 2       |

| Чарт(2009)                       | Позиция |
| -------------------------------- | ------- |
| Dutch Singles Chart              | 24      |
| Dutch Single Top 100             | 30      |
| French Singles Chart             | 15      |
| Russia Airplay (Tophit)          | 20      |
| Чарт(2010)                       | Позиция |
| Austrian Singles Chart           | 7       |
| Belgian (Flanders) Singles Chart | 38      |
| Belgian (Wallonia) Singles Chart | 7       |
| European Hot 100                 | 6       |
| Canadian Hot 100                 | 55      |
| Danish Singles Chart             | 10      |
| German Singles Chart             | 15      |
| Hungarian Airplay Chart          | 13      |
| Irish Singles Chart              | 15      |
| Italian Singles Chart            | 5       |
| Russia Airplay (Tophit)          | 41      |
| Spanish Singles Chart            | 5       |
| Spain Top 20 Airplay             | 7       |
| Swedish Singles Chart            | 10      |
| Swiss Singles Chart              | 7       |
| UK Singles Chart                 | 58      |
| Чарт (2011)                      | Позиция |
| Hungarian Airplay Chart          | 97      |
| Russia Airplay (Tophit)          | 132     |
| US Billboard Hot 100             | 54      |
| Чарт (2012)                      | Позиция |
| Russia Airplay (Tophit)          | 193     |

| Регион | Сертификация  | Продажи   |
| --- | ------------- | --------- |
| Бельгия (BEA) | Золотой       | 15 000*   |
| Канада (Music Canada) | 2× Платиновый | 160 000*  |
| Дания (IFPI Danmark) | Платиновый    | 30,000^   |
| Финляндия (Musiikkituottajat) | Золотой       | 8,809     |
| Германия (BVMI) | Платиновый    | 300 000^  |
| Италия (FIMI) | 2× Платиновый | 60 000*   |
| Норвегия (IFPI Norway) | 8× Платиновый | 80 000*   |
| Испания (PROMUSICAE) | 2× Платиновый | 80,000*   |
| Швеция (GLF) | 7× Платиновый | 280 000   |
| Швейцария (IFPI Switzerland) | Платиновый    | 30 000^   |
| Великобритания (BPI) | 2× Платиновый | 1 200 000 |
| США (RIAA) | 2× Платиновый | 2,226,000 |
| * Данные о продажах приведены только на основе сертификации. · ^ Данные о тиражах приведены только на основе сертификации. · Данные о продажах + прослушиваниях приведены только на основе сертификации. |               |           |